# كريس رايت (لاعب كريكت)
كريس رايت (14 يوليو 1985 في المملكة المتحدة - ) (بالإنجليزية: Chris Wright)‏ هو لاعب كريكت بريطاني. لعب مع نادي مقاطعة ميدلسكس للكريكت ‏ ونادي وارويكشاير للكريكيت ‏ ونادي مقاطعة ساسكس للكريكت ‏ وTamil Union Cricket and Athletic Club ‏.

## وصلات خارجية
- كريس رايت على موقع إي آس بي آن كريك إنفو (الإنجليزية)